# Pommes Anna

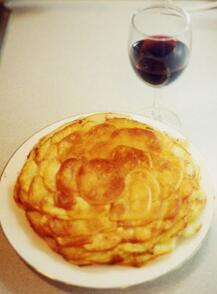
Pommes Anna podane jako samodzielne danie z lampką czerwonego wina

Pommes Anna (pol. „ziemniaki Anny”) – klasyczne danie kuchni francuskiej, które składa się z odpowiednio przygotowanych ziemniaków i masła. 
Pommes Anna przygotowuje się z ziemniaków o kremowym miąższu i masła, ziemniaki po obraniu kroi się na cienkie plastry i umieszcza w formie dobrze wysmarowanej masłem. Ziemniaki układa się warstwami przekładanymi masłem. Formę można wyłożyć folią aluminiową lub papierem do pieczenia, które również smaruje się masłem. Tak przygotowane ziemniaki piecze się do czasu, aż wewnętrzna strona połączy się z masłem tworząc konsystencję miękkiego ciasta a wierzch jest chrupiący. Następnie ostrożnie przekręca się ją chrupką częścią do dołu i piecze do czasu, aż wcześniej dolna część też będzie chrupiąca. Najczęściej pieczenie odbywa się w okrągłej formie, jeśli forma jest inna wówczas okrąg formuje się nożem. Przygotowanie Pommes Anna wymaga zastosowania odpowiedniej odmiany ziemniaków i dobrej jakości masła, współcześnie stosuje się zmodyfikowane receptury pozwalające na użycie mniejszej ilości masła. Aby ułatwić przekładanie potrawy bez jej uszkodzenia powstało specjalne miedziane naczynie noszące nazwę casserole à pommes Anna, posiada ono uchwyty i pokrywę obrotową, która obraca potrawę bez narażenia jej na uszkodzenie.
Danie to wymyślił w 1870 kucharz Adolphe Dugléré, uczeń Marie-Antoine Carême, w czasie gdy był szefem kuchni w słynnej paryskiej Café Anglais. Nazwa pommes Anna powstała na cześć Anny Deslions, słynnej francuskiej damy do towarzystwa.